# Comuna Korciîn, Radehiv
Korciîn (în ucraineană Корчин) este o comună în raionul Radehiv, regiunea Liov, Ucraina, formată din satele Hoholiv, Korciîn (reședința), Radvanți și Volîțea.

## Demografie
Componența lingvistică a comunei Korciîn
     Ucraineană (99,39%)
     Alte limbi (0,61%)
Conform recensământului din 2001, majoritatea populației comunei Korciîn era vorbitoare de ucraineană (99,39%), existând în minoritate și vorbitori de alte limbi.